# Thu Ngạc
Thu Ngạc là một xã thuộc huyện Tân Sơn, tỉnh Phú Thọ, Việt Nam.
Xã Thu Ngạc có diện tích 45,04 km², dân số năm 1999 là 5042 người, mật độ dân số đạt 112 người/km².